# Het Vergeten Bestaan
Het Vergeten Bestaan is een kunstwerk van Lucas Mergler uit 2025 in Utrecht. Het kunstwerk is geplaatst naast de expeditietunnel van winkelcentrum Hoog Catharijne aan de Smakkelaarskade. Het kunstwerk dient om stil te staan bij dakloosheid. Het beeld van de slapende dakloze herinnert aan de tijd dat er in deze tunnel veel daklozen en verslaafden verbleven.

## Geschiedenis
In de jaren negentig van de twintigste eeuw verbleef een groot aantal dakloze en verslaafde mensen in en rond winkelcentrum Hoog Catharijne en het stationsgebied, met name in de expeditietunnel. Om deze schrijnende situatie aan te pakken, introduceerde de gemeente Utrecht een aanpak van repressie en hulp, waaronder huisvesting, straatwerk, gebruikersruimtes, hostels en andere opvangvoorzieningen voor deze doelgroep. In 2025 was het 25 jaar geleden dat deze Utrechtse aanpak van start ging en de tunnel onder Hoog Catharijne werd gesloten.
In 2019 brachten belangenorganisaties het idee naar voren om ter herinnering hieraan een kunstwerk te realiseren. Voor de totstandkoming van het werk werkte de gemeente Utrecht samen met stichting Rechtop, stichting Goud en (oud-)studenten van de Hogeschool voor de Kunsten Utrecht. De financiering van het kunstwerk kwam tot stand dankzij een bijdrage uit het Utrechtse Initiatievenfonds. Het kunstwerk werd in februari 2025 officieel onthuld.

## Uitvoering
Het kunstwerk is gemaakt van beton, pigment en messing. Het beeld, dat uit acht segmenten bestaat, toont een kwetsbaar mensfiguur in slaaphouding, liggend op de grond. Het lichaam lijkt op zoek naar geborgenheid. Op de buitenzijde van het werk zijn afdrukken zichtbaar van kartonnen dozen, oude kranten en stukken textiel, materialen die mensen die op straat leven warmte en bescherming kunnen bieden.

## Fietsenrek
In juli 2025 werd bekend dat het kunstwerk in de praktijk geregeld wordt gebruikt als fietsenrek. De kunstenaar gaf desgevraagd aan dat geen probleem te vinden en zeker geen hek eromheen of bordje erbij wil. Volgens Mergler symboliseert zijn werk een dakloos persoon waar mensen overheen kijken. "Misschien versterkt dit het verhaal wel, dat is aan de toeschouwers, de fietsparkeerders en aan de stad.''